# Решетников, Лев Борисович
Лев Бори́сович Реше́тников (7 ноября 1927, Свердловск — 2 июня 1994, Екатеринбург) — советский баскетболист, игравший на позиции атакующего защитника. Чемпион Европы. Первый мастер спорта СССР в Свердловской области по баскетболу.

## Биография
Всю спортивную карьеру провёл в «Уралмаше». Дважды играл за сборную СССР на чемпионатах Европы: в 1953 провёл 2 матча на турнире и стал обладателем золота, в 1955 сыграл 9 матчей и занял 3-е место.
После завершения карьеры оставил спорт и пришёл работать на Уральский турбомоторный завод.
Скончался 2 июня 1994 года, похоронен в Екатеринбурге на Северном кладбище.
В 2012 году, к 85-летней годовщине со дня рождения Льва Борисовича, на месте его захоронения был установлен новый памятник. В этой церемонии участвовали ветераны баскетбола из разных городов Свердловской области, Урала и Москвы. Основную часть расходов на восстановление памятника и церемонию его открытия взял на себя президент Федерации баскетбола Свердловской области Виктор Владимирович Ганиенко.